# 모기지 론
법률적 관점에서 모기지(영어: mortgage)는 금융 거래에서 부동산을 담보로 하는 경우 그 부동산에 설정되는 저당권 또는 그 저당권을 나타내는 증서를 말하며, 모기지 론(주택저당대출, 영어: mortgage loan)은 그러한 저당증권을 발행하여 장기주택자금을 대출해주는 제도를 가리키는 말이다. 그러나 일상적으로는 '모기지 론'을 간단히 '모기지'로 쓰는 경우가 많다. 대한민국에서는 한국주택금융공사가 운용한다.

## 동산 구입용 모기지
매수금저당제도란 주거용 주택 구입을 위해 현금 대신 사용한 모기지론을 말한다. 일반적 모기지는 대출기관에서 돈을 빌려주는 대신 저당권을 설정하는데 동산 구입용 모기지는 매도인이 매수인의 매매대금과 대출여력 부족 등의 이유로 자신이 매매하는 자산에 저당권을 설정하는 것이다. 동산 구입용 모기지는 신용등급이 나빠서 은행에서 대출을 못받는 사람들이 이용하며 이자율이 높다. 동산 구입 모기지는 등기된 경우, 다른 선등기된 다른 종류의 모기지보다 우선순위에 있다.

## 같이 보기
- 서브프라임 모기지 사태